# میت ابوغالب
میت ابو غالب (به عربی: میت أبو غالب) یک روستا در مصر است که در استان دمیاط واقع شده‌است.